# Ginnasio (scuola)
Il termine ginnasio, spesso usato come traduzione di gymnasium, è usato per riferirsi a un tipo di scuola secondaria presente nella maggior parte dei paesi europei con una tradizione educativa in qualche modo equivalente al liceo in Italia o dei paesi ispanici, con un'enfasi sulla preparazione agli studi universitari.
Il termine deriva dal greco γυμνάσιον (ginnasio), luogo dove i giovani praticavano esercizi atletici.

## Storia
Nei paesi dell'Europa centrale, nordici, Benelux e baltici, questo significato per "ginnasio" (ovvero una scuola secondaria che prepara lo studente all'istruzione superiore in un'università) è stato lo stesso almeno dalla Riforma protestante nel XVI secolo. Come già menzionato, il termine deriva dalla parola greca classica γυμνάσιον (gymnasion), originariamente applicata a un campo di allenamento nell'antica Atene. Qui gli insegnanti si riunivano e impartivano istruzioni tra le ore dedicate agli esercizi fisici e agli sport, e così il termine venne associato e venne a significare un'istituzione di apprendimento.
Questo uso del termine non prevalse tra i romani, ma fu ripreso durante il Rinascimento in Italia, e da lì passò nei Paesi Bassi e in Germania durante il XV secolo. Nel 1538 Johannes Sturm fondò a Strasburgo la scuola che divenne il modello del moderno ginnasio tedesco. Nel 1812 un regolamento prussiano ordinò a tutte le scuole aventi diritto di mandare i propri studenti all'università a portare il nome di "Gymnasium". Nel XX secolo, questa pratica è stata seguita in quasi tutti gli imperi austro-ungarico, tedesco e russo. Nell'era moderna, molti paesi che hanno ginnasi facevano parte di questi tre imperi.

## Specificità

### Italia
In Italia il termine ha un uso particolare: 
- Ginnasio inferiore – nome che aveva la scuola secondaria di primo grado nel vecchio sistema scolastico italiano
- Ginnasio superiore – nome che aveva la scuola media superiore nel vecchio liceo moderno, corrispondente all'attuale ginnasio
- Ginnasio ("quarta e quinta [classe]", o "quarto e quinto [anno]") – nome tradizionalmente conservato ancora oggi per il primo biennio dell'attuale liceo classico in Italia

Il ginnasio-liceo fu istituito dalla legge Casati del 1859 e venne riformato nel 1940 dalla legge Bottai, che con la creazione della scuola media, trasformò il ginnasio in una scuola secondaria di secondo grado quinquennale.

### Svizzera
In Svizzera gli studi superiori terminano con il conseguimento di un diploma in scuole chiamate: ginnasio o collegio oppure liceo, il cui nome varia a seconda dei cantoni

## Paesi conginnasi
- Germania, termina con l'Abitur
- Argentina
- Austria, termina con la Matura
- Bielorussia
- Bosnia e Erzegovina, termina con la Matura
- Bulgaria
- Repubblica Ceca, termina con la Maturita
- Colombia
- Croazia, termina con la Matura
- Danimarca
- Slovacchia, termina con la Matura
- Slovenia, termina con la Matura
- Estonia
- Finlandia
- Ungheria, termina con la Matura
- Islanda
- Israele
- Lettonia
- Liechtenstein, termina con la Matura
- Lituania
- Lussemburgo, termina con la Matura
- Norvegia
- Paesi Bassi
- Serbia, termina con la Matura
- Svezia
- Svizzera, termina con la Matura